# 세션 관리자 하위 시스템
세션 관리자 하위 시스템(Session Manager Subsystem), 또는 smss.exe는 마이크로소프트 윈도우 NT의 구성 요소이다. 이것은 윈도우 NT 시작 프로세스 과정에 실행되며, 이 때 :
- 환경 변수를 생성한다.
- NT 커널과 윈도우 API 하위 시스템의 사용자 모드를 시작한다. 이 하위 시스템은 win32k.sys (kernel-mode), winsrv.dll (user-mode), 그리고 csrss.exe (user-mode)을 포함한다.[1] 또한 명단에 올라와 있는, HKLM\System\CurrentControlSet\Control\Session Manager\SubSystems 윈도우 레지스트리 키에서 Required 값을 가진 다른 하위 시스템들도 시작된다.
- HKLM\System\CurrentControlSet\Control\Session Manager\DOS 디바이스 레지스트리 키에 올라와 있는 (e.g. CON:, NUL:, AUX:, COM1:, COM2:, COM3:, COM4:, PRN:, LPT1:, LPT2:, LPT3:, and drive letters) DOS device mappings를 생성한다. 이것은 영구적인 subst 드라이브를 생성하는데 사용될 수 있다.
- 가상 메모리 페이징 파일들을 생성한다.
- 윈도우 로그온 매니저인 윈로그온을 시작한다.[2]

부팅 과정이 끝난 후에는 메모리에 상주하며 윈도우 작업 관리자에서 실행 중인 것을 볼 수 있다. 그 후 winlogon.exe 또는 csrss.exe가 종료되기를 기다리며 윈도우는 종료된다. 만약 종료 과정이 예상대로 끝나지 않는 경우, smss.exe는 시스템을 대기시키게 된다.

## 더 읽어보기
- Sessions, Desktops and Windows Stations
- Impact of Session 0 Isolation on Services and Drivers in Windows
- Session 0 Isolation - Windows 7 - Microsoft

## 같이 보기
- 윈도우 구성 요소